# Moran Vermeulen
Pour les articles homonymes, voir Vermeulen.
Moran Vermeulen, né le 14 juin 1997,, est un coureur cycliste autrichien.

## Biographie
Moran Vermeulen est issu d'une famille de sportifs. Ses parents Dorien et Vincent, d'origine néerlandaise, sont d'anciens fondeurs qui ont représenté les Pays-Bas lors de grands championnats internationaux. La famille s'installe avant sa naissance dans la station de Ramsau pour des raisons professionnelles. Son petit frère Mika est également un skieur de fond de très bon niveau qui a participé à des courses cyclistes en 2018. Tout comme ce dernier, il commence sa carrière par les sports d'hiver avant de se mettre au cyclisme en 2016.
En 2017, il intègre l'ARBÖ Bundesteam, sa première équipe cycliste. Il obtient ses premiers résultats notables au niveau UCI durant l'été en terminant sixième et meilleur jeune du Tour de Szeklerland. Ses bonnes performances lui permettent d'être recruté par la formation continentale Tirol. Deux ans plus tard, il finit deuxième du Tour de Serbie, tout en ayant remporté les classements du meilleur jeune et de la montagne. Vermeulen est également retenu en équipe nationale pour participer au Tour de l'Avenir 2019.
En 2020, il rejoint l'équipe Felbermayr Simplon Wels. Lors de la saison 2021, il se classe troisième du Grand Prix Kranj, sixième du Rhône-Alpes Isère Tour et neuvième du championnat d'Autriche.

## Palmarès sur route

### Par année
- 2019
  - 2e du Tour de Serbie
- 2021
  - Rad Bundesliga[7]
  - Eröffnungsrennen Leonding
- 2023
  - 2e du Grand Prix Vorarlberg

### Classements mondiaux
| Année                                 | 2017  | 2018 | 2019  | 2020 | 2021  | 2022  | 2023 | 2024  |
| ------------------------------------- | ----- | ---- | ----- | ---- | ----- | ----- | ---- | ----- |
| Classement mondial                    | 2065e | nc   | 1674e | nc   | 1033e | 2199e | 874e | 2918e |
| UCI Europe Tour                       | 1347e | nc   | 1108e | nc   | 768e  | 1385e | nc   | nc    |
|                                       |       |      |       |      |       |       |      |       |
| Légende : nc = non classéSource : UCI |       |      |       |      |       |       |      |       |

## Palmarès en cyclo-cross
- 2020-2021
  - 3e du championnat d'Autriche de cyclo-cross
- 2021-2022
  - 2e du championnat d'Autriche de cyclo-cross